# Соколов Олександр Олександрович (актор)
Олександр Олександрович Соколов (нар. 11 листопада 1988, м. Київ, Українська РСР) — український актор театру і кіно.

## Життєпис
Народився 11 листопада 1988 року у Києві.
2011 року закінчив Київський національний університет імені Тараса Шевченка та отримав ступінь магістра економічних наук за спеціальністю «міжнародна економіка». Також у 2010 році вступив на факультет театрального мистецтва Київського національного університету театру, кіно і телебачення імені Івана Карпенко-Карого за спеціальністю «акторське мистецтво драматичного театру і кіно» та продовжив навчання у 2014 році в майстерні Дмитра Богомазова. У 2015 році здобув фах актора драматичного театру і кіно.
З 2015 року Олександр Соколов — актор Академічного театру юного глядача на Липках.

## Ролі у театрі
Навчальний театр
- Кочкарьов — «Одруження», Микола Гоголь (реж. А.Самінін)
- Березневий Заєць — «Аліса в країні чудес», Л.Керролл (реж. А.Ященко)

Київський академічний театр на лівому березі Дніпра
- Шефлер-начальник і Шефлер-хірург — «Виродок», Маріус Фон Маенбург (2013, реж. В.Сотніченко);
- Гриць — «Даринка, Гриць та нечиста сила», В.Бойко (2014, реж. Д.Весельський).

Київський академічний театр юного глядача на Липках
- Джордж Гіббс — «Наше містечко», Торнтон Вайлдер (реж. Д.Богомазов);
- Георгій Незнамов — «Без вини винуватий», Олександр Островский (реж. Віктор Гирич);
- Агріппа — «Прекрасні сабінянки», Леонід Андрєєв (реж. М.Михайличенко);
- Чиновник — «Сон», Тарас Шевченко (реж. Віктор Гирич);
- Фантом — «Шинель», Микола Гоголь (реж. О.Мельничук);
- Розбійник — «Догори ногами», Ксенія Драгунська (реж. Вікторія Філончук);
- Пітер Пен — «Мене звуть Пітер», Джеймс Баррі (реж. Давид Петросян).

Дикий Театр
- Джо — «Кицюня», Мартін Макдона (реж. Максим Голенко)[5].

Український малий драматичний театр
- «Блуд» — за п'єсою А.Попова за мотивами роману В.Пелевіна «Священна книга перевертня» (реж. Андрій Попов)

## Фільмографія
- 2013 — Жіночий лікар-2 — Рома Гусєв, однокласник Вероніки (у 47-й серії «На вістрі ножа»)
- 2013—2014 — Сашка — Микита
- 2014 — Лабіринти долі — Пашка в юності
- 2014—2015 — СишИшьШоу — епізод
- 2015 — Останній яничар — Роман, син Василя
- 2015 — Пес — Ігор Пухов, хімік-технолог (у 6-й серії «Водобоязнь»)
- 2015 — Відділ 44 — Максим Поташев (у 20-й серії «Після вечірки»)
- 2015 — Ніконов і Ко — Тимур Золотар (у 14-й серії)
- 2015 — Безсмертник — Гриша
- 2015—2016 — Володимирська, 15 — Іван Шульженко
- 2016 — Провідніця — Влад, компаньйон Вадима (у 3-й серії «Метелик»)
- 2016 — Нитки долі — Філін
- 2016 — На лінії життя — Ростислав, солдат з ампутованими ногами
- 2016 — Вчора. Сьогодні. Назавжди — Саша (немає в титрах)
- 2017 — Снайперша — Паша, однокласник Наді
- 2017 — Перехрестя — Артем, хлопець Майї
- 2017 — На краю любові — епізод
- 2017 — Ментівські війни. Одеса — Руслан Коваленко (у фільмі 3 «Холодне блюдо»)
- 2017 — Ментівські війни. Київ (у фільмі 5 «Троян»)
- 2017 — Лінія світла — епізод
- 2017 — Конвой — Микита
- 2017 — Кафе на Садовій — Влад
- 2017 — Благі наміри — товариш Дениса
- 2017 — Балерина — епізод
- 2018 — Скарбниця життя — Слава, оперативник
- 2018 — Вище тільки кохання — Влад
- 2019 — Таємниці — Сергій
- 2019 — Схованки (у виробництві)
- 2020 — Бідна Саша — Роман
- 2021 — Моя улюблена Страшко — Максим Валерійович Бондаренко (генеральний директор Bon Visage)